# Spacer w Andaluzji

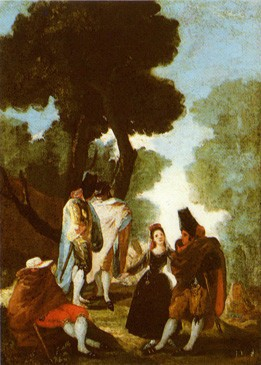
Szkic do kartonu.

Spacer w Andaluzji lub Maja i mężczyźni w pelerynach (hiszp. El paseo por Andalucía lub La maja y los embozados) – obraz olejny hiszpańskiego malarza Francisca Goi.

## Seriakartonów do tapiserii
To dzieło należało do serii kartonów do tapiserii – olejnych obrazów o znacznych rozmiarach przygotowywanych jako wzór dla warsztatów tkackich Królewskiej Manufaktury Tapiserii Santa Bárbara w Madrycie. Na ich podstawie tkano barwne gobeliny, które zdobiły wnętrza królewskich posiadłości. Przeznaczenie kartonów przedstawiało dla pracy malarza pewne ograniczenia, gdyż wykonany przez niego projekt musiał być odpowiednio łatwy do zastosowania w warsztacie tkackim. Obraz nie mógł przedstawiać zbyt wielu detali lub ulubionych przez Goyę przenikających się delikatnych odcieni barw.
Goya wykonał tę serię dla Karola IV (wtedy jeszcze infanta, księcia Asturii), i jego żony Marii Ludwiki Parmeńskiej, z przeznaczeniem do jadalni Królewskiego Pałacu El Pardo. Pracował nad tą serią w latach 1776–1778, a większość prac ukończył latem 1777 roku. Oprócz Spaceru w Andaluzji w skład serii wchodziły także: Parasolka, Bójka przed Nową Karczmą, Podwieczorek na wsi, Pijący, Tańce w San Antonio de la Florida, Latawiec, Gracze w karty, Dzieci zrywające owoce i Dzieci nadymające pęcherz. Tematem serii były pogodne scenki rodzajowe, ukazujące hiszpańskie zwyczaje i zabawy. Goya wycenił jeden z najbardziej udanych kartonów – Parasolkę – na 500 reali (reales de vellón), a za całą serię otrzymał ich 18 000. Była to druga seria kartonów wykonana przez Goyę dla książęcej pary. Pierwsza, ukończona w 1775 roku przedstawiała motywy związane z łowami, między innymi Polowanie na przepiórki. O ile pierwsza seria opierała się na szkicach nadwornego malarza Francisco Bayeu i silnie imitowała jego styl, druga zawierała oryginalne projekty Goi i ujawniała jego rozwijający się talent malarski.
Szkic do tego kartonu o wymiarach 39 x 29 cm znajduje się w prywatnej kolekcji.

## Analiza
Goya przedstawił scenkę rodzajową o ludowym charakterze. Jak wskazuje tytuł ccena rozgrywa się w Andaluzji na otoczonej drzewami drodze poza miastem. Po lewej stronie widać fragment muru. Przedstawione postaci to hiszpańscy majos i majas – osoby z niższych warstw społecznych, które charakteryzował m.in. oryginalny kolorowy strój. Młoda kobieta nakłania jednego z mężczyzn do dalszej drogi. Jej towarzysz ma na sobie strój typowy dla torreadora z Grenady i tak jak pozostali ma przy sobie długą szablę. Inny mężczyzna skrywając twarz za peleryną złowrogo przygląda się parze, być może jest zazdrosny o wybranka dziewczyny. Siedzący nieopodal kobiety i mężczyźni czekają na rozwój wydarzeń.
Goya namalował stroje przedstawionych postaci z wiernością i dbałością o szegóły. Uwagę przykuwa zwłaszcza kolorowy strój kobiety, oraz hafty na pończochach mężczyzn. Mężczyźni noszą tradycyjne kapelusze i pelerynę, którą zakrywają twarz. Ten zapewniający anonimowość sposób ubierania był szeroko rozpowrzechniony w czasach Goi. Ze względów bezpieczeństwa Karol III próbował zabronić takiego ubioru. Jego zakaz został bardzo źle przyjęty przez społeczeństwo (uznano go za zamach na hiszpańskie tradycje) i w 1766 roku wywołał bunt mieszczan.
Sugerowano, że pierwowzorem kobiety z obrazu mogła być muza Goi księżna de Alba, gdyż znane były jej romanse z dwoma sławnymi torreadorami. W rzeczywistości Goya poznał księżną dopiero 11 lat po namalowaniu tego obrazu.
Podobne sceny, których tematem są miłość i zazdrość pojawią się później w zbiorze rycin Goi zatytułowanym Kaprysy.

## Historia obrazu
Pierwszy gobelin na jego podstawie tego projektu utkano już w 1777 roku, a następne dwa kolejno w latach 1795 i 1800. Około 1856-1857 roku razem z innymi kartonami do tapiserii obraz trafił do piwnic madryckiego Pałacu Królewskiego. Odnaleziony przez Gregoria Cruzadę Villaamila obraz został włączony do zbiorów Muzeum Prado w 1870 roku.